# 17919 Licandro
17919 Licandro (1999 GC8) là một tiểu hành tinh vành đai chính.